# Sãomiguelrall
Sãomiguelrall (Rallus carvaoensis) är en förhistorisk utdöd fågel i familjen rallar inom ordningen tran- och rallfåglar. Fågeln beskrevs 2015 utifrån subfossila lämningar funna på ön São Miguel i ögruppen Azorerna. 

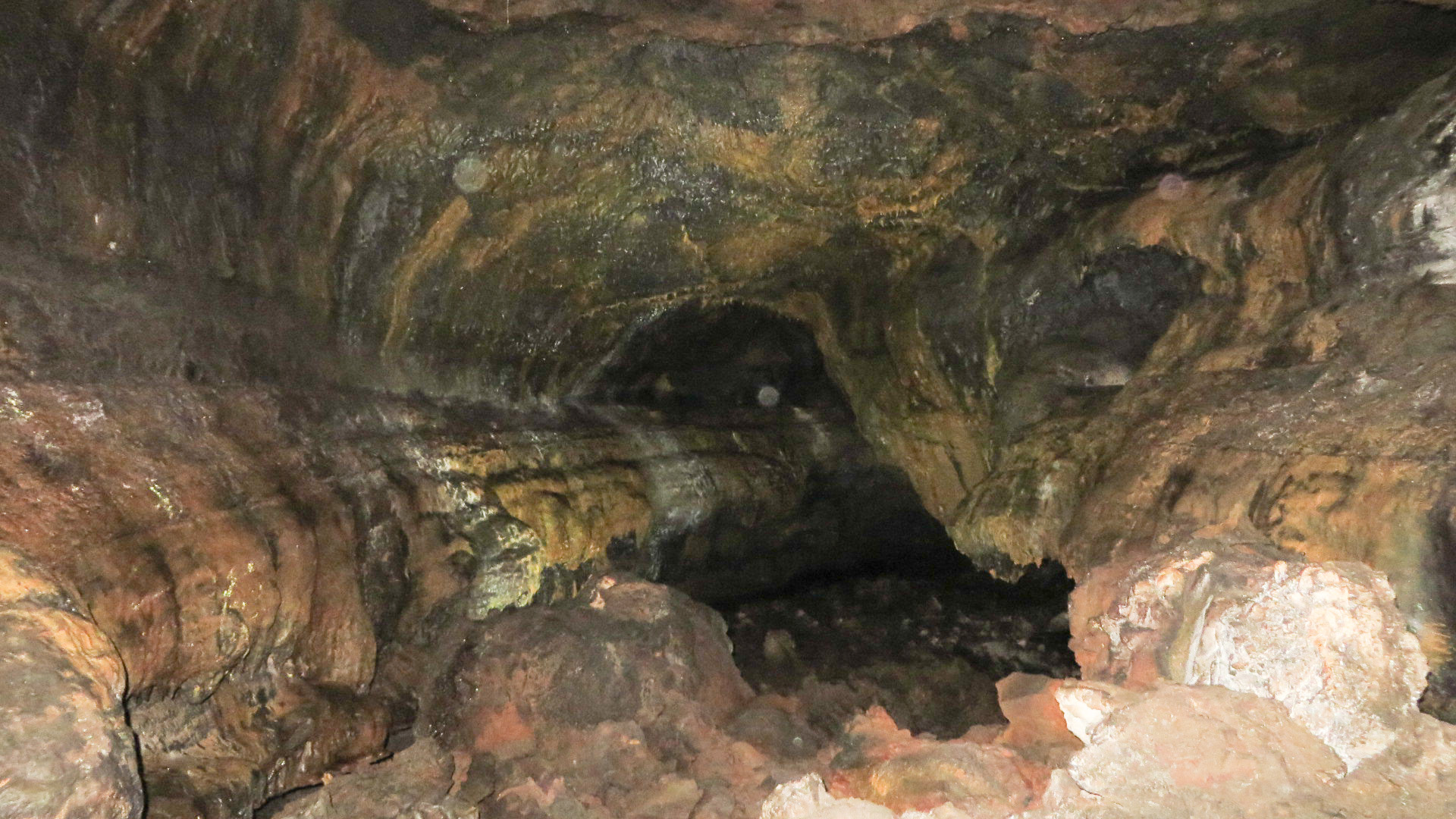
Grottan Gruta Carvão där rester av saõmiguelrallen upptäcktes.

## Utseende
Sãomiguelrallen var liksom fyra andra utdöda arter funna i Azorerna och på Madeira mindre än dess förmodade anfader vattenrallen. Den hade korta och kraftiga ben och en mer böjd näbb än vattenrall. Jämförelser med andra utdöda flygoförmögna rallarter visar att denna troligen inte heller kunde flyga. 

## Utdöende
Liksom de övriga rallarterna antas den ha försvunnit relativt snart efter att människan kom till ögruppen, med medföljande invasiva arter som råttor.

## Namn
Dess vetenskapliga artnamn kommer från grottan Gruta do Carvão där typexemplaret samlades in i augusti 2011.